# Princes Street Gardens
Princes Street Gardens er to sammenhængende parker i Edinburgh centrum, Skotland, der ligger umiddelbart nedenfor Edinburgh Castle på toppen af Castle Rock. Parken blev skabt i 1820'erne efter man havde drænet Nor Loch og opført New Town, der var påbegyndt i 1760'erne.
Lochen, der lå på nordsiden af byen, var oprindeligt en kunstigt skabt sø der var blevet etableret i middelalderen, som en del af byens frorsvarsværker sammen Edinburgh bymur. Indbyggertallet i byen voksede støt, og søen gjorde det vanskeligt at udvide byen mod nord, og vandet var forurenet af kloakvand der var løbet ned fra Old Town.
Parkerne løber langs sydsiden af Princes Street og er del op af The Mound, hvor National Gallery of Scotland og Royal Scottish Academy ligger. East Princes Street Gardens løber fra The Mound til Waverley Bridge, og dækker 3,4 ha. Den større West Princes Street Gardens dækker 12 ha og går til de tilstødende kirker St. John's 9g St. Cuthbert's, nær Lothian Road mod vest.
I 1846 blev jernbanen etableret i dalen for at forbinde Edinburgh-Glasgow jernbanen ved Haymarket med den nye nordlige endestation for North British-linjen fra Berwick-upon-Tweed ved Waverley Station.
Princes Street Gardens er de bedst kendte parker i Edinburgh, og har det største antal besøgende, både turister og beboere, i byen.